# Antje Rehaag
Antje Rehaag (Hofheim am Taunus, 1 augustus 1965) is een Duits voormalig roeister, die in 1994 wereldkampioen in de acht werd.

## Loopbaan
Rehaag begon met roeien bij de Heidelberger Ruderklub, aanvankelijk met scullen. In 1986 behaalde zij met Heike Grunert de tweede plaats bij de West-Duitse kampioenschappen in de dubbel twee. Met Martine Kubicki werd zij in ditzelfde nummer in 1989 West-Duits kampioen. In 1988, 1989 en 1990 werd Rehaag bovendien West-Duits kampioen in de dubbel vier. Tijdens het WK van 1990 roeide zij naar een vierde plaats in de dubbelvier.
In het jaar 1993 keerde Rehaag terug in de inmiddels verenigde Duitse selectie, ditmaal als boordroeister. Zij wist in 1993 de Duitse kampioenschappen zowel in de twee zonder als de acht winnend af te sluiten. Bij het WK dat jaar won Rehaag brons in de acht. De Duitse damesacht was in 1994 nog succesvoller en won in Indianopolis het wereldkampioenschap. In 1995 en 1996 zegevierde Rehaag nog tweemaal tijdens het Duitse kampioenschap in de acht. Bij de WK van 1995 werd de Duitse damesacht vierde. Als afsluiting van haar roeicarrière nam zij in de acht deel aan de Olympische Spelen van 1996 in Atlanta waar een achtste plaats werd bereikt.
Antje Rehaag trouwde de Nederlandse roeier Ronald Florijn. Hun kinderen Karolien Florijn en Finn Florijn roeien op internationaal niveau. De derde van het stel, Beer Florijn, beoefent anno 2024 coastal roeien, een roeivariant die op de OS van 2028 geprogrammeerd wordt.

## Weblinks
- (en)  Rehaag op Olympedia.org
- (de)  Deutsche Erfolge bei Weltmeisterschaften